# 757
757 (DCCLVII) fue un año común comenzado en sábado del calendario juliano, en vigor en aquella fecha.

## Acontecimientos
- 29 de junio:[1] Rebelión de An Lushan (China) – An Lushan es asesinado por su hijo An Qingxu, quien continúa la guerra contra la Dinastía Tang.
- 29 de mayo:[2] en Roma (Italia), Paulo I sucede a Esteban II como papa.
- 13 de noviembre:[3] Rebelión de An Lushan – An Qingxu huye de Chang'an mientras la ciudad es atacada por los imperiales Tang.
- 3 de diciembre:[3] Rebelión de An Lushan – Poco después de capturar Chang'an, las fuerzas imperiales retoman Luoyang, capital del Este.
- En la actual España, Fruela I es proclamado rey de Asturias tras la muerte de su padre, Alfonso I.[4]
- El Ducado de Baviera se convierte en Estado vasallo del Reino Franco (actual Francia). Tasilón III de Baviera jura lealtad a su tío Pipino el Breve.[5]
- En Mercia (actual Inglaterra), el rey Ethelbaldo es asesinado por su guardia personal. Es sucedido brevemente por Beornred, pero este es derrocado por el primo lejano de Ethelbald, Offa. La supremacía de Mercia en el sur de Inglaterra desaparece.
- En Wessex (actual Inglaterra), el rey Sigeberto es depuesto por un grupo de nobles. Es sucedido por Cynewulf.

## Nacimientos
- 1 de marzo: Hisham I, segundo emir independiente de Al-Ándalus.

## Fallecimientos
- 26 de abril: Esteban II, papa romano.
- 29 de junio: An Lushan, líder militar chino.
- Alfonso I, rey asturiano.